# Franz Johann Kwizda von Hochstern

Franz Johann Kwizda, Edler von Hochstern

Das Stammhaus Kreisapotheke „Schwarzer Adler“ in Korneuburg

Franz Johann Kwizda, Edler von Hochstern (* 2. April 1827 in Leitomischl,  Böhmen; † 17. Juni 1888 in Korneuburg) war ein österreichischer Apotheker und Begründer des Pharmaunternehmens Kwizda.

## Leben
Die Firma Johann Kwizda wurde 1853 von Franz Johann Kwizda gegründet, der in diesem Jahre die Kreisapotheke in Korneuburg käuflich erwarb und bereits damals mit der Erzeugung des Kwizda’schen Korneuburger Viehnährpulvers begann, das bald ein sehr begehrter Handelsartikel wurde. Einige Jahre später brachte er das allgemein bekannte k.k. priv. Restitutionsfluid in den Verkehr, das als Einreibung zur Stärkung vor und Wiederkräftigung nach großen Strapazen, Steifheit der Sehnen usw. verwendet wurde und welches mehrfach mit Medaillen bei internationalen Ausstellungen prämiert wurde.
Großen Ruf erwarb sich auch die Firma durch ihre Veterinärerzeugnisse, die auf der im Jahre 1898 in Wien veranstalteten Jubiläumsausstellung besondere Anerkennung fanden. Die bekanntesten hiervon waren außer den bereits genannten: Kraftfutter, Kolikpillen, Wurmpillen, Hundepillen, Räudeöl für Hunde, Waschseife für Haustiere, Blister (scharfe Einreibung), Hufkitt, Hufstrahlpulver, Hufsalbe, Sattelseife, Kresolin Desinfektionsmittel und Kresolinsalbe Hufkonservierungsmittel. Weitere Produkte waren Patent-Streitbänder aus Gummi, die verschiedensten Arten von Hufunterlagen aus Kautschuk, verschiedene Arten elastischer Pferdestrümpfe für Schienbein und Fessel, für das Sprunggelenk, elastische Pferdebandagen, Hufschoner und Hufschuhe aus Kautschuk, Hufpuffer, diverse gestrickte und gewirkte Bandagen ohne Naht, gestrickte Drüsenkappen, verschiedene Arten Tränkeimer und Futtersäcke, diverse praktische Pferde-Sport- und Stallartikel und viele andere.
Franz Johann Kwizda wurde in Anerkennung seiner vielen Verdienste, die er sich auch durch sein gemeinnütziges Wirken erwarb, durch Verleihung des Franz-Joseph-Ordens und 1877 mit der Ernennung zum k.k. Hoflieferanten für Veterinär-Produkte ausgezeichnet. 1885 wurde er mit dem Titel Edler von Hochstern in den Adelstand erhoben.
Franz Johann Kwizda Edler von Hochstern leitete 35 Jahre sein weit ausgebreitetes renommiertes Geschäft, indem er immer wieder versuchte, neueste Artikel auf den Markt zu bringen, die in fachmännischen Kreisen Anerkennung fand. Er verstarb 1888, sein Nachfolger als Firmeninhaber wurde sein dritter Sohn, Julius Kwizda Edler von Hochstern.